# Три могили (област Пловдив)
 За другото българско село вижте Три могили (област Кърджали).  
Три могили е село в Южна България. То се намира в община Асеновград, област Пловдив.
Старото име на селото е Юч тепе. Към 1946 г. селото има 1441 жители. Населението му към 2024 г. е 20 души.

## География
Село Три могили се намира в планински район.
Селото е на 44 км от Асеновград.

## История
Населението на селото е било основно турско, но голяма част са преселени в Лудогорието (с. Белинци) през 1960-те години.

## Религии
Основната религия е ислям.

## Личности
Участвали в Първата световна война:
- редник Рамадан Расимов Мехмедов 10-и пехотен полк, 11-а рота е награден с Бронзов медал „За заслуга“, без корона за достойно изпълнение на военния дълг.
- редник Халил Ахмедов Маказлиев 10-и пехотен полк, 4-та рота е награден с Бронзов медал „За заслуга“, без корона за достойно изпълнение на военния дълг.